# Leitfaden für britische Soldaten in Deutschland 1944

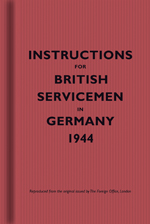

Der Leitfaden für britische Soldaten in Deutschland 1944 (orig.: Instructions for British Servicemen in Germany 1944) ist eine Broschüre des britischen Außenministeriums, die während des Zweiten Weltkriegs an etwa 400.000 Soldaten verteilt wurde, bevor sie zum Kampfeinsatz nach Deutschland geschickt wurden.
Mit Hilfe dieses Leitfadens sollten die britischen Soldaten psychologisch geschult und mit den Lebensgewohnheiten und Eigenheiten der Deutschen vertraut gemacht werden.
Im Jahr 2014 erschien der Text beim Verlag Kiepenheuer & Witsch in einer zweisprachigen Version.

## Inhalt
Der Leitfaden ist in mehrere Kapitel unterteilt, welche die verschiedenen Aspekte des bevorstehenden Einsatzes im besetzten Deutschland betreffen.
- Im Vorwort wird den Adressaten mitgeteilt, dass die Deutschen viel Leid erlitten hätten, aber man deshalb nicht nachsichtig mit diesen sein oder Sympathie empfinden solle. Es folgt ein Verweis auf die Gräueltaten des Nazi-Regimes und dass sich dergleichen niemals wiederholen darf.
- Die Einführung betont, dass die britische Besatzung nicht brutal, aber auch nicht nachgiebig oder sentimental sein soll. Die Soldaten werden vor „,Propaganda‘ in Form von Unglücksgeschichten“ gewarnt. Die Deutschen werden als „merkwürdige[s] Volk, in einem merkwürdigen, feindlichen Land“ beschrieben.
- Das Deutsche Land beschäftigt sich mit geografischen Angaben (Flüsse, Klima, Landschaftstypen), sowie der deutschen Industrie (Ballungsräume, Infrastruktur)
- Die Deutsche Geschichte beleuchtet in knapper Form die Entstehung der Nation Deutschland im Jahr 1871, den Aufstieg Bismarcks, hin zu einem Überblick über die Situation nach dem Ersten Weltkrieg und in der Weimarer Republik. Es folgt die Skizzierung des Aufstiegs Hitlers. Schließlich wird betont, dass Hitlers Pläne zur Unterwerfung anderer Nationen „Zustimmung bei den Deutschen“ fanden.
- Was die Nazis aus Deutschland gemacht haben illustriert das politische System Deutschlands. Im Zuge dessen werden die einzelnen Unterorganisationen (SA, SS, Gestapo) näher erläutert. Auch die ideologische Seite wird anhand von Hitlers Mein Kampf beleuchtet.
- Was der Krieg aus Deutschland gemacht hat beschreibt die durch Bombardierung und Kriegshandlungen verursachten Zustände im Land: es wird von zerstörten Städten, zusammengebrochener Infrastruktur und zahlreichen Kriegsopfern, verbunden mit dem Hinweis, dass dieses Leid selbst verursacht ist, berichtet. Auch der Einsatz von Zwangsarbeitern wird thematisiert.
- Wie die Deutschen sind ist eine Mentalitätsbeschreibung des Deutschen Volkes. Dieses wird als obrigkeitshörig und ihre Schuld verneinend beschrieben. Es würde „militärisches Gepräge“ lieben und gleichzeitig unter einem nationalen Minderwertigkeitsgefühl leiden, das schon vor Hitler ausgeprägt gewesen sei. Eine Mischung aus „Sentimentalität und Gefühlskälte“ wäre bezeichnend für dieses. In der Folge beschreiben die Verfasser, wie Hitler das deutsche Volk geformt habe. An Schulen sei den Kindern gelehrt worden, dass „Macht vor Recht“ gehe und „Krieg die edelste Form menschlichen Tuns“ ist. Danach erfolgen Warnungen, etwa dass die Deutschen den Briten weniger ähneln, als es auf den ersten Blick scheine und die deutsche Führung bereits Pläne für den Dritten Weltkrieg schmiede, was um jeden Preis zu verhindern sei. Auch wird darauf hingewiesen, dass viele Deutsche behaupten werden, dass sie Gegner des Regimes gewesen seien, weil sie auf der Siegerseite stehen wollen. Diese Behauptungen werden als generell nicht glaubwürdig bezeichnet.
- Wie die Deutschen uns sehen beschreibt die Wahrnehmung der Briten durch das deutsche Volk. Dieses würde die Briten als weniger fleißig und schlechter organisiert betrachten. Dennoch würde es auch Bewunderung für Großbritannien empfinden. Auch Hitler hätte in Mein Kampf seinem Neid auf das britische Weltreich Ausdruck verliehen, gleichwohl er dieses mittlerweile als degeneriert betrachten würde. Die Soldaten werden daran erinnert, Repräsentanten ihres Landes zu sein, und es wird verdeutlicht, dass ihr Verhalten das Bild der Deutschen über die Briten prägen wird. Auch wird betont, dass die Deutschen auf Grund ihrer Rassenideologie die Briten als Vettern sehen. Die angenommene Ähnlichkeit wird von den Verfassern jedoch verneint. Auch wird kurz der Blick der Deutschen auf die Amerikaner (den Briten ähnlich) und die Russen (galten zusammen mit Juden als Untermenschen, ausgelöst durch Propaganda) thematisiert.
- Wie die Deutschen leben beschäftigt sich mit Ernährungsgewohnheiten sowie Lieblingsspeisen und Getränken der Deutschen. Auch die Themen „Unterhaltung“, „Sport“, „Gesundheit“, „Frauen“ (hier wird hervorgehoben, dass Ehen zwischen britischen Soldaten und Deutschen verboten sind), „Religion“, „Musik“, „Literatur“ und „Allgemeines“ (etwa Hinweise auf Rechtsverkehr und dass das deutsche Volk an den Befehlston gewohnt ist, weswegen dieser empfohlen wird).
- Geld erklärt den Aufbau des Währungssystems und betont die Tatsache, dass es auf Grund der Kriegsfolgen kaum etwas zu kaufen geben wird. Die Bedürfnisse der Soldaten würden durch Ausgabestellen des britischen Militärs bedient. Es bleibe deshalb nichts übrig, als den Sold zu sparen.
- Wie man sich verständigt ist ein Kapitel über die Kommunikation in Deutschland. Englisch würde an allen höheren Schulen unterrichtet und besonders in den Städten wären zahlreiche Personen zu finden, die des Englischen mächtig seien. In der Provinz müsse man sich ggf. mit Zeichensprache weiterhelfen. Die Ähnlichkeit vieler deutscher Wörter mit den englischen Pendants wird herausgestellt und es wird empfohlen möglichst einfache Sätze zu bilden und in normalem Tonfall zu reden.
- Was man tun soll enthält eine Zusammenfassung der wichtigsten Punkte, die man umsetzen soll (z. B. „Lockere Reden und Haltung vermeiden“, „Im Umgang […] immer streng, aber fair sein“)
- Was man lassen soll enthält eine Zusammenfassung der wichtigsten Dinge, die zu vermeiden sind (z. B. „Keine Kleidung oder Ausrüstung verkaufen“, „Keinen Streit vom Zaun brechen“)
- Sicherheitshinweis betont die Pflicht zur Wachsamkeit. Nur weil es eventuell keine Kampfhandlungen mehr gäbe, sei man nicht sicher. Es wird vor Propaganda und Sabotage gewarnt und entsprechende Gegenmaßnahmen werden aufgezeigt – so etwa die Vorsicht beim Telefonieren oder die genaue Ausweiskontrolle.

Weiterhin enthält der Leitfaden ein kurzes Wörterbuch mit den wichtigsten Wörtern und Phrasen (fehlt in der deutschen Übersetzung), sowie eine Karte Deutschlands in den Grenzen vor März 1938.

## Sonstiges
Analog erschienen unter anderem:
- Instructions for British Servicemen in France, 1944[1]
- Instructions for American Servicemen in Britain, 1942[2]

## Ausgaben
- Instructions for British Servicemen in Germany 1944. Neuausgabe Bodleian Library, University of Oxford, 2007. 64 Seiten Verlagsankündigung (zuerst November 1944)
  - Leitfaden für britische Soldaten in Deutschland 1944. Zweisprachige, im Wörterbuchteil leicht gekürzte Ausgabe. Deutsche Übersetzung von Klaus Modick. Vorbemerkungen zur deutschen Ausgabe von Helge Malchow und Christian Kracht. Vorwort zur englischen und deutschen Neuausgabe von John Pinfold. KiWi-Taschenbuch, Köln 2014, ISBN 978-3-462-04634-2.